# 바람과 함께 사라지다
《바람과 함께 사라지다》(영어: Gone With the Wind)는 마거릿 미첼이 1936년에 쓴 소설이다. 이듬해인 1937년에 소설 부문으로 퓰리처상을 받았다. 이 소설을 바탕으로 한 동명의 영화 《바람과 함께 사라지다》가 1939년에 개봉했다.
《바람과 함께 사라지다》는 빛을 보지 못할 뻔했다. 무명 작가가 쓴 방대한 양의 소설을 쉽게 출판할 출판사는 없었기 때문이다. 마거릿 미첼은 어느 출판사의 직원에게 원고를 떠넘기다시피 맡겼다. 직원은 원고에 매료되었고 곧 출판이 결정되었다. 결국 미첼이 원고를 억지로 떠넘긴 덕분에 문학사에 한 획을 긋는 대작 《바람과 함께 사라지다》가 탄생했다.

## 줄거리
소설은 남북전쟁(1861–1865)이 벌어지기 전, 평화롭고 아름다운 땅이었던 미국 남부 조지아주 애틀랜타를 배경으로 하고 있다. 타라 농장주 제럴드 오하라의 큰딸 스칼렛 오하라는 당차고 자기 주장이 강한 아름다운 여성이다. 그녀는 애슐리를 사랑하고 있고, 애슐리 역시 자신을 사랑하고 있다고 믿고 있지만, 애슐리는 착하디 착한 멜라니와 결혼을 하고 만다. 홧김에 스칼렛은 멜라니의 오빠인 찰스 해밀턴의 고백을 받아들인다.
하지만, 남부군으로 남북전쟁에 참전했던 찰스는 입대하자 마자 전사하고 만다. 아직 애슐리에 대한 미련을 버리지 못하고 있던 스칼렛은, 애슐리의 부인인 멜라니의 출산이 가까워지자 북부군이 애틀랜타까지 들어왔지만 두려움 속에서도 멜라니와 함께 남아있게 된다. 마침내 멜라니가 아이를 낳자, 스칼렛은 결혼 전 우연히 만났던 거만하고 남성적인 매력을 가진 레트 버틀러라는 남자의 도움으로 북부군을 피해 멜라니와 함께 고향 타라로 돌아온다. 하지만 고향에서 그녀를 맞은 것은 어머니의 죽음과, 아버지의 실성, 그리고 지독한 가난이었다. 그러나 스칼렛은 좌절하지 않고, 역경을 헤쳐나갈 것임을 하나님께 맹세한다.
북군으로 인해 남부의 점령지는 수난을 겪고, 참전했던 남부의 청년들이 돌아오기 시작하는데, 찰스의 형 카네기도 돌아와 스칼렛에게 구애를 한다. 하지만 그녀에게는 여전히 애슐리 뿐이다. 스칼렛은 세금 300달러를 내지 못해 고난을 겪고, 설상가상으로 정신이 나갔던 아버지가 말을 타다 떨어져 죽는다.
이때, 전쟁을 통해 큰돈을 벌었다는 레트의 소식을 듣게 된 스칼렛은 처음 만났던 때부터 마음에 들지 않았던 레트를 만나러 군형무소로 간다. 변변한 외출복이 없이 고급 커튼으로 직접 만든 아름다운 드레스를 입고 레트 앞에 서지만, 레트는 스칼렛의 자존심을 건드리고 스칼렛은 더욱 레트를 증오하게 된다. 또 다시 세금문제를 해결하기 위해 여동생 수엘렌(Suellen O'Hara)의 애인 장사꾼 프랭크 케네디를 만나 결혼한 스칼렛은 남편의 자금으로 억척스럽게 제제소를 운영한다. 이 일을 계기로 동생은 언니를 저주하지만, 스칼렛은 개의치 않는다.
그러나 주위의 만류에도 불구하고 혼자 나다니던 스칼렛은 흑인 슬럼가에서 성추행을 당한다. 천만다행으로 과거 타라 농장에서 일했던 빅 샘의 도움으로 무사히 빠져나온다. KKK단과 관련을 맺고 있던 프랭크는 애슐리와 함께 스칼렛이 성추행당한 것을 보복하러 갔다가 살해당한다. 애슐리는 다행히 레트의 도움으로 목숨을 구한다.
스칼렛은 평소 미워하는 감정에도 불구하고 돈 많은 레트의 청혼을 받아들여, 레트와 재혼하게 된다.
스칼렛의 끝없는 애슐리에 대한 집착으로 레트와 스칼렛 사이에는 언제나 거리가 있었다. 그들의 딸 보니(Bonnie Blue Butler)가 말에서 떨어져 죽자 그들의 사이는 더 멀어져 간다. 멜라니의 죽음과, 애슐리가 진정으로 사랑하는 사람이 자기가 아니라 멜라니였다는 사실을 알게 된 스칼렛은 자기가 사랑하고 있는 사람이 레트라는 사실을 깨닫게 된다. 하지만 이미 애슐리에 대한 스칼렛의 집착에 마음이 멀어져간 레트는 스칼렛을 떠나고 만다. 자신이 진정으로 사랑했던 사람이 레트였다는 사실을 안 스칼렛은 뒤늦게 레트를 되찾아야겠다는 다짐으로, 고향 타라로 되돌아간다.

## 중요 등장인물
- 스칼렛 오하라
- 레트 버틀러
- 애슐리 윌크스
- 멜라니 해밀턴
- 벨 웨이틀링
- 빅 샘
- 수엘렌 오하라
- 윌 벤틴
- 유진 빅토리아 보니 버틀러
- 제럴드 오하라
- 찰스 해밀턴
- 프랭크 케네디

## 비판
- 흑인들의 생존권 투쟁을 진압한 백인들의 잘못을 정당화했다는 비평과 혹평이 있다.

## 기타
영화 《바람과 함께 사라지다》의 첫 시사회는 미첼의 고향이자 이야기의 주무대인 애틀랜타에서 개최되었다. 그러나 스칼렛의 유모역을 맡아 열연했던 흑인 여배우 해티 맥대니얼은 참석할 수 없었다. 당시에도 짐 크로 법으로 대표되는 흑백분리주의가 남부를 지배하였기 때문. 같이 연기했던 클라크 게이블이 만약 그녀를 오지 못하게 한다면 자신도 참석하지 않겠다고 위협하는 일까지 있었지만, 맥대니얼의 시사회 출연은 결국 무산되었다.
1940년 2월 LA의 엠버서더 호텔에서 해티 맥대니얼은 아카데미 여우조연상을 수상하였다. 그녀는 최초의 흑인 오스카 수상자였다. 엠버서더 호텔은 흑인 출입 금지를 내세우고 있었지만, 해티 맥대니얼은 특별히 허가된 흑인 손님으로 입장하였다.
맥대니얼은 수상 연설에서 자신의 수상은 자신의 인종과 아울러 영화산업의 자랑거리가 되었으면 한다고 밝혔다. 하지만 맥대니얼의 소망과는 반대로, 80년대에 접어들 때까지 흑인 아카데미 수상자는 단 하나가 더 나왔을 뿐이었다.

## 같이 보기
- 르 몽드가 선정한 세기의 도서 100권